# Dialectic Soul
Dialectic Soul ist ein Musikalbum von Asher Gamedze. Die um 2019 entstandenen Aufnahmen erschienen am 10. Juli 2020 auf dem Label On the Corner.

## Hintergrund
Gamedze, der dem außerafrikanischen Publikum durch seine Arbeit mit Angel Bat Dawid (The Oracle) bekannt wurde, hatte ursprünglich geplant, ein Musikalbum 2018 zusammen mit seiner Masterarbeit über südafrikanischen Jazz und einige der kosmologischen und politischen Konzepte, die diese Musik ausmachen und aus ihr hervorgehen, einzureichen, es ist jedoch erst nach seiner Masterarbeit entstanden, weil an deren Ende die Zeit fehlte. Die akademische Herkunft des Werkes spiegelt sich Hubert Adjei-Kontoh zufolge auch in den Liner Notes wider, die ein Schema zum Verständnis der Aufzeichnung und einen einleitenden Essay des Musikhistorikers und Kritikers Robin D. G. Kelley enthalten.
Gamedze hat mit den beteiligten Musierkn in den Jahren vor der Entstehung des Albums in verschiedenen Zusammenhängen gespielt. Bei der Auswahl der Musiker war für ihn deren Offenheit für die Musik, die er interpretiert haben wollte, wichtig. „Vieles davon ist unkonventionell, und mein eigener Stil ist ziemlich unkonventionell... Dadurch, dass ich mit so vielen Leuten in verschiedenen Kontexten Musik gemacht habe, hatte ich ein Gespür für Leute, die so sind, und ich habe mir genau überlegt, wen ich haben wollte, und dann wurden die Komposition und das Arrangement sehr stark von den Stimmen dieser spezifischen Musiker geprägt.“
Da die Hälfte des Ensembles in Gauteng und die andere Hälfte in Kapstadt lebt, und sie auch zuvor in dieser Konstellation nicht zusammengespielt hatten, hatten sie nur knapp zwei Tage Zeit, um zu proben und aufzunehmen. Zuvor hatte Gamedze jedoch viel Zeit mit jedem einzelnen Bandmitglied verbracht, um Ideen und Herangehensweisen zu besprechen.
Alle Kompositionen von Dialectic Soul haben jeweils spezifische Konzepte, sowohl in musikalischer als auch in politischer bzw. theoretischer Hinsicht. Dennoch gab es ausreichend Raum für Improvisation, da er als Bandleader und Komponist „so viel Raum wie möglich“ geöffnet und „einen möglichst befreienden Aufführungsraum“ geschaffen habe. „Meine Stücke sind als Grundlage für die Improvisation geschrieben; [sie sind] nur Vorspiele für die Magie“, meinte Gamedze. Alle Musiker brachten nicht nur ihr Wissen, ihre Fähigkeiten und ihren unverwechselbaren Klang in die Musik ein, sondern laut Gamedze auch „einen wirklich tiefen Teil von sich selbst“. Trompeter Robin Fassie-Kock und Saxophonist Buddy Wells entwickelten kontrastreiche Möglichkeiten, die Songs zu öffnen und Raum für musikalische Gespräche zu schaffen; der Bassist Thembinkosi Mavimbela steuerte Arrangement-Ideen bei; Buddy Wells formte ein bewegendes melodisches Motiv für das Stück Interregnum; Nono Nkoanes Meisterschaft erlaubte es ihr, ihre Stimme außerhalb des stereotypen Raums der Sängerin einzusetzen.
Für Dialectic Soul griff Gamadze als Grundkonzept auf die Dialektik zurück; er verwendete es, „um Entwicklung und Bewegung zu erklären, sei es in Bezug auf das Bewusstsein und das Denken oder die materielle Welt oder beides. In der ‚State of Emergence Suite‘ wird es in den drei Sätzen, die die drei Stufen der Dialektik darstellen, ziemlich krass dargelegt. Die Idee der Synthese ist, dass sie eine weitere These hervorbringt und sich so weiterbewegt. Es gibt also diese Idee der kontinuierlichen Bewegung in Verbindung mit der Dialektik, die mich wirklich interessiert und der ich mich sehr verpflichtet fühle.“ Letztlich versuche die „State of Emergence Suite“, die das erste Drittel des Albums ausmacht, darzustellen, wie koloniale Gewalt Widerstand erzeugt. Die dreiteilige Struktur des Liedes sei aber nicht nur der Dialektik von G. W. F. Hegel zu verdanken (die drei Teile der Suite sind nach der Dialektik benannt: „thesis“, „antithesis“ und „synthesis“), sondern auch Max Roach. Dessen We Insist! Freedom Now Suite enthielt auch einen Dreiteiler, „Triptych: Prayer, Protest, Peace“, der versuchte, amerikanischen Rassismus und Kolonialismus zu verbinden.
Adjei-Kontoh zufolge gibt es noch mehr Gemeinsamkeiten zwischen We Insist und Dialectic Soul. Beide verwenden freies Trommeln im Duett mit einem anderen Instrument, um einen bestimmten Konflikt in der Erfahrung der Schwarzen darzustellen. Ein Bezugspunkt seien die Schreie von Abbey Lincoln, die der Wut von Roachs Schlagzeug auf „Protest“ entsprechen würden. Für Gamedze symbolisieren Solotrommeln die „autonome afrikanische Bewegung, die sich durch ihre eigenen Widersprüche bewegt und auflöst.“ Das Eröffnungsduett der „state of emergence suite“ setze diese Idee in die Tat um; in der „These“-Sektion lenken seine Drums scheinbar alle Einstiegspunkte für Buddy Wells’ Tenorsaxophon ab. Aber das ist keine Verschleierung, sondern bewusste Entscheidung. Wells‘ Saxophon, das laut Gamedze „die Gewalt des Kolonialismus einführt“, kann die unermüdlich umherziehenden Trommeln nicht besiegen.

## Titelliste
- Asher Gamedze: Dialectic Soul (On the Corner)[4]

1. state of emergence suite 18:55
2. siyabulela 8:22
3. interregnum 5:09
4. eternality 8:55
5. hope in azania 7:22
6. the speculative fourth 5:05

Die Kompositionen stammen von Asher Gamedze.

## Rezeption
Manchmal scheine es, als hätten zeitgenössische Jazzmusiker nur zwei Möglichkeiten – das nachzuahmen, was in der Vergangenheit funktioniert hat, oder die unerforschten Tiefen der linken Improvisation auszuloten, schrieb Hubert Adjei-Konto in Pitchfork Media. Hier würde Gamedze zeigen, dass es eine dritte Möglichkeit gibt: den Verbindungen zwischen Vergangenheit und Gegenwart nachzugehen. Indem er rigoroses akademisches Studium mit seiner musikalischen Praxis verbinde, schlage Gamedze den Bogen von der Jazztradition zu zeitgenössischer Unterdrückung. Er vergöttere nicht nur alte Jazzmeister; er argumentiere, dass ihre eingeschränkten Umstände revolutionäre Abweichungen von der Form erforderten. Die hinreißende Möglichkeit, die im Herzen von Dialectic Soul liege, ergebe sich aus der Erkenntnis dieser Tatsache: „Wenn uns vergangene Fesseln in der Gegenwart immer noch binden, können wir neue Wege finden, uns davon zu befreien.“ Gamedze versuche, das Zerebral-Intellektuelle mit dem Elementaren zu verschmelzen, indem es Verbindungspunkte zwischen der amerikanischen und der südafrikanischen Jazztradition herstelle.
Auf seinem Debütalbum würde Gamedze dem „Freispiel(en)“ eine besondere Rolle zuweisen, schrieb Frank Sawatzki im Musikexpress. Dies habe den Charakter einer Live-Session aus dem Studio. Der Schlagzeuger schiebe Bläser-Passagen und verästelte Solo-Partien an, er Türme Beats kurz auf, er sei eigentlich überall mit seinen Drumsticks. Musikalisch werde das Schöne und das Schwierige auf durchaus dünnen Brettern zusammengehalten; es mute wacklig an, aber es halte. Mehr noch, so der Autor: Es entstehe ein tiefes Atmen, wie etwa in der Ballade „Siyabulela“, die die Sängerin Nono Nkoane den Toten widmet. Durch die Mischung von Free-Jazz-Exkursionen mit südafrikanischer Protestmusik würden Gamedze und seine Mitarbeiter das berauschende Intime und das Komplexe intuitiv machen: Die Musik, die sie hier spielen, drückt sowohl den Jubel als auch den Schrecken aus, der dem Schaffen des Jazz innewohne.
In seinem musikalischen Ansatz versuche Gamedze, Gegenwart und Vergangenheit in einem dialektischen Prozess zu verwirbeln, schrieb Frank Sawatzki, beginnend mit den Gewalttaten des Kolonialismus und Kapitalismus, wie der Musiker selbst schreibt, „über den Widerstand bis zur Entdeckung einer Seele, die uns mit allem verbindet, mit den Vorfahren, mit dem Leben selbst.“

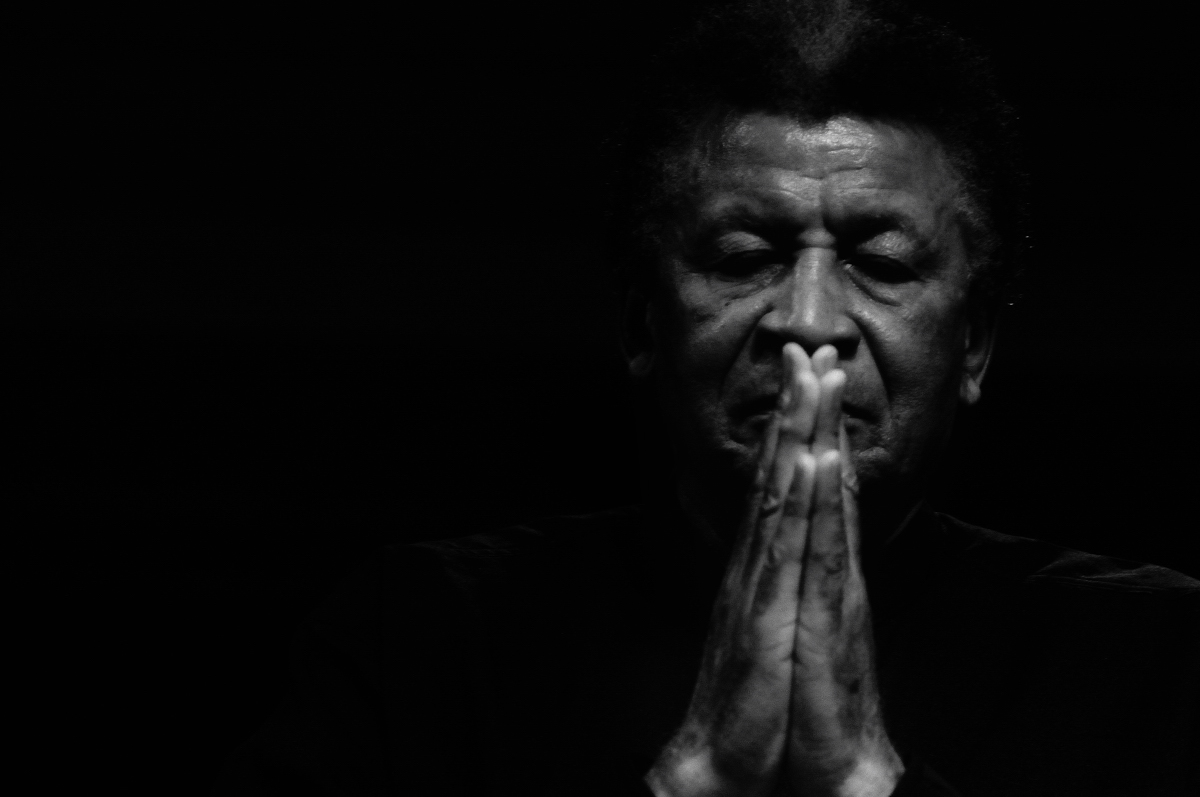
Abdullah Ibrahim

Dialektik, die Idee, dass zwei gegensätzliche Argumente zusammenwirken, hat viel gemeinsam mit den losen und manchmal widersprüchlichen Arrangements des Spiritual Jazz, der die individuellen Ausdrucksformen der Instrumentalisten innerhalb der sich entfaltenden Struktur des Liedes scheinbar gegeneinander ausspielt, meint Ammar Kalia (Crack Magazine). Gamedze würde diese Spannung perfekt nutzen und mit seiner „Emergence Suite“, den atonalen Harmonien von „Antithesis“ und dem kreischenden Jubel von Buddy Wells’ Tenorsaxophon auf „Thesis“ beginnen, bevor er die ozeanische Ruhe der Ballade „Siyabulela“ erreiche, die auf die Ruhe des Werks seines Landsmanns Abdullah Ibrahim verweise. Die erhebenden Ibrahim-Referenzen würden sich mit der Hymne „Hope in Azania“ fortsetzen – eine Reflexion von Ibrahims hoffnungsvollem Anti-Apartheid-Hit „Mannenberg“ – bevor sie den chaotischen Zusammenbruch von „Outro“ erreichen. Indem er diese Blitze der Geschichte durch den strukturellen Impressionismus seines Schlagzeugspiels und das kraftvolle Solospiel seiner Bandkollegen webe, erkenne Gamedze seinen Respekt für die Vergangenheit an, während er seinen Einfluss auf die Gegenwart auflöst. Dieses Hin und Her mache Dialectic Soul zu einem herausfordernden Hörerlebnis, das jedoch den neuen Jazz-Sound Südafrikas weiter vorantreibe.
Gwen Ansell, die Dialectic Soul für den Mail & Guardian vorstellte, meinte, das Album enthalte herausfordernde Botschaften und verdiene es, intensiv gehört zu werden.
„Siyabulela“ sei ein Lied, das die Zuhörer vereint, um sich an das positive Erbe derer zu erinnern, die vor uns gegangen sind. Die Poesie von „Interregnum“ setze auf die Kraft vielschichtiger Metaphern: gleichzeitig ein Gedicht über neue Kleidung, die perfekt passe, und ein Kind, das seine historische Mission umarme: den Kampf für die Befreiung Afrikas. Die rahmenden Zustände der „State of Emergence Suite“ mit ihrem dialektischen Dreischritt, um das Album zu eröffnen, der abschließende „spekulative Vierte“, um es zu beenden – strukturierten eine Vorwärtsbewegung in Richtung der Zukunft, die eine hegemoniale Gegenwart uns nicht vorzustellen erlaubt. Dennoch wirke Dialectic Soul erdrückend, sondern sei bewegend, weil das Spiel die Ideen zugänglich hält, musikalisch, emotional, aber auch theoretisch. Es sei ein bewegendes Album.